# Ezra (film, 2023)
Pour les articles homonymes, voir Ezra.
Pour plus de détails, voir Fiche technique et Distribution.
Ezra est un film américain réalisé par Tony Goldwyn et sorti en 2023.
Il est présenté en avant-première au festival international du film de Toronto 2023.

## Synopsis
Max Brandel est un ancien auteur de « comédies de fin de soirée » à succès mais dont la carrière dans le stand-up est un échec. Après avoir ruiné sa carrière et son mariage, il retourne vivre chez son père Stan. Par ailleurs, il n'est pas d'accord avec ex-femme Jenna sur l'éducation de leur fils Ezra, autiste (TSA) âgé de 11 ans. Max décide donc de kidnapper son fils pour un voyage à travers le pays,.

## Fiche technique
Sauf indication contraire, les informations mentionnées dans cette section peuvent être confirmées par la base de données cinématographiques IMDb,  présente dans la section « Liens externes ».
- Titre original : Ezra
- Titre de travail : Inappropriate Behavior
- Réalisation : Tony Goldwyn
- Scénario : Tony Spiridakis (en)
- Musique : Carlos Rafael Rivera
- Direction artistique : Susan Block
- Décors : Dan Leigh
- Costumes : Donna Berwick
- Photographie : Daniel Moder
- Montage : Sabine Hoffman
- Production : Tony Goldwyn, William Horberg, Jon Kilik et Tony Spiridakis

Producteurs délégués : Andrew Calof, Bobby Cannavale, Manu Gargi, Richard D. Lewis, Lois Robbins, Steve Sarowitz et Zhang Xin
- Sociétés de production : Wayfarer Studios et Closer Media
- Sociétés de distribution : SND (France), CAA Media Finance (États-Unis)
- Budget : n/a
- Pays de production :  États-Unis
- Langue originale : anglais
- Format : couleur
- Genre : comédie dramatique, road movie
- Durée : 100 minutes
- Dates de sortie[3] :
  - Canada : 9 septembre 2023 (festival de Toronto)
  - États-Unis : 1er octobre 2023 (festival du film de Woodstock), 31 mai 2024 (en salles)
  - France : 19 septembre 2024 (en vidéo à la demande)

## Distribution
- William A. Fitzgerald (VF : Simon Faliu ; VQ : Noé Henri Rouillard) : Ezra
- Bobby Cannavale (VF : Jérémie Covillault ; VQ : Jean-François Beaupré) : Max Brandel
- Robert De Niro (VF : Patrick Messe ; VQ : Jean-Marie Moncelet) : Stan
- Rose Byrne (VF : Julie Cavanna ; VQ : Mélanie Laberge) : Jenna
- Tony Goldwyn (VF : Alexis Victor) : Bruce
- Whoopi Goldberg (VF : Maïk Darah ; VQ : Anne Caron) : Jayne
- Rainn Wilson (VF : Boris Rehlinger ; VQ : Patrick Chouinard) : Nick
- Vera Farmiga (VF : Ivana Coppola ; VQ : Camille Cyr-Desmarais) : Grace
- Matilda Lawler : Ruby
- Jacqueline Nwabueze : soeur Margaret
- Ella Ayberk : Irina Tamarova
- Geoffrey Owens : Robert Segal
- Alex Plank : Dr Kaplan
- Dov Davidoff (VF : Jérémie Bédrune) : lui-même
- Emma Willmann (VF : Laëtitia Lefebvre) : elle-même
- Myra Lucretia Taylor : Margo
- David Marciano : l'inspecteur Harrelson
- Daphne Rubin-Vega (VF : Charlotte Daniel) : l'agent Margo Jenkins
- Jimmy Kimmel : lui-même

 Source : version québécoise (VQ) sur Doublage.qc.ca

## Production
Le projet est initialement annoncé en mai 2022, sous le titre Inappropriate Behavior.
Le tournage  débute en septembre 2022 et se déroule dans le New Jersey, Westwood and Jersey City,.

## Sortie et accueil
Ezra est présenté en avant-première mondiale au festival international du film de Toronto 2023 le 9 septembre 2023,.